# فين هالدورسن
فين هالدورسن هو مهندس ميكانيك نرويجي، ولد في 5 سبتمبر 1934، وتوفي في 4 فبراير 2005.